# エッグベネディクト

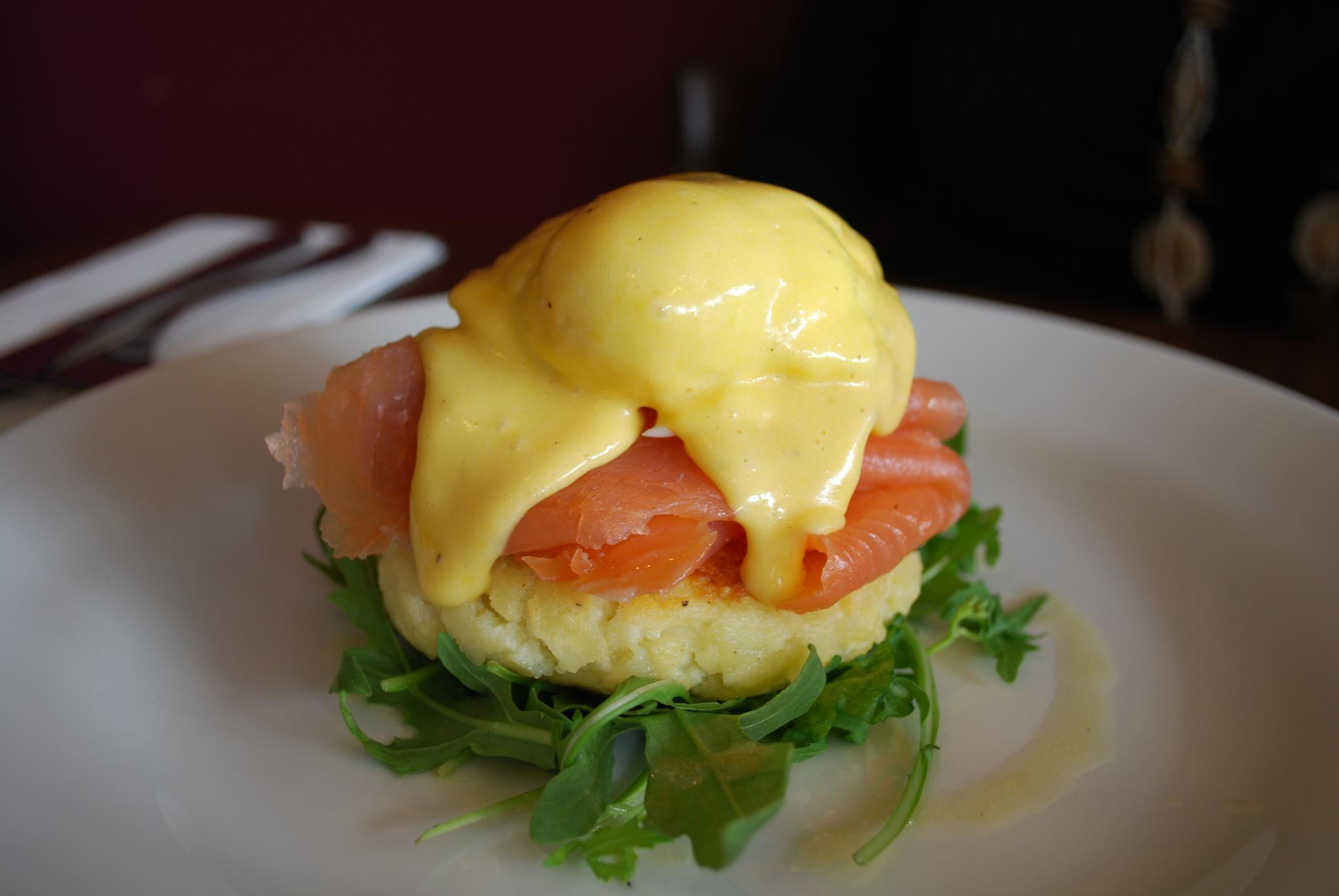
エッグベネディクト

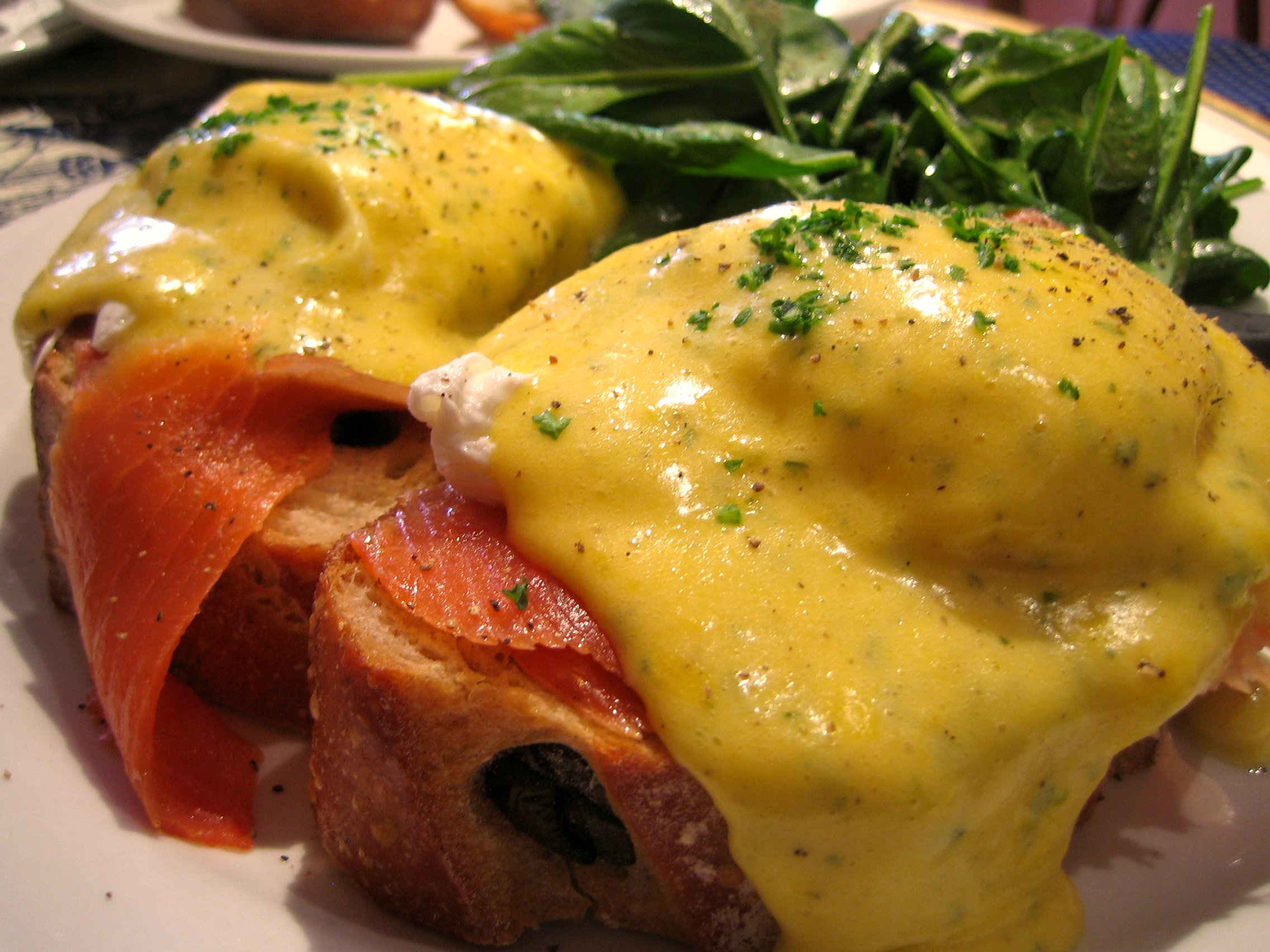
エッグベネディクトとスモークサーモン

エッグベネディクト（英語: Eggs Benedict）は、イングリッシュ・マフィンの半分に、ハム、ベーコンまたはサーモン等や、ポーチドエッグ、オランデーズソースを乗せて作る料理である。

## 発祥
エッグベネディクトの発祥には諸説ある。
『ザ・ニューヨーカー』のコラム『Talk of the Town（街の話題）』での、ウォールストリート株式仲買人レミュエル・ベネディクトへの、彼の亡くなる前年である1942年のインタビューによると、1894年にウォルドルフホテルを訪れ、二日酔いを治すために『バターを塗ったトースト、ポーチドエッグ、カリカリに焼いたベーコンと一口分のオランデーズ』を注文した。「ウォルドルフのオスカー」として知られる支配人のオスカー・チルキー (Oscar Tschirky) がこの料理に感銘し、ベーコンとトーストをハムとイングリッシュ・マフィンに替えて、朝食とランチのメニューに採用した。
クレイグ・クレイボーン (Craig Claiborne) は、1967年9月の『ニューヨーク・タイムズ・マガジン』のコラムでフランスに移住したアメリカ人、エドワード・P・モンゴメリーからの手紙を紹介した。モンゴメリーは、この料理は1920年に86歳で亡くなった銀行家でヨット乗りのイライアス・コーネリアス・ベネディクトが作ったと述べた。モンゴメリーはまた、イライアスの友人である伯父から母が受け取ったとするエッグベネディクトのレシピを一緒に送った。
1967年11月にマサチューセッツ州ヴェニヤード・ヘブン（en）のメーベル・C・バトラーは、モンゴメリーの主張に対し、『ニューヨーク・タイムズ・マガジン』で「ル・グラン・ベネディクト夫人にまつわる周知の真実」として彼女が考案者であると述べた。

## 種類
レストランや地域により、エッグベネディクトには多くの種類がある。
シーフードベネディクト
ハムの代わりにカニ、小エビ、ロブスター、またはホタテガイを使う。
エッグプラックストーン
ハムを脂身入りベーコンに替え、トマトの薄切りを加える。
エッグフロレンティーン（フィレンツェ風）
ハムの代わりにホウレンソウを使う。旧式のエッグフロレンティーンは、ポーチドエッグ、溶き卵にホウレンソウを加えモルネーソースを添える。
エッグユサルド
イングリッシュ・マフィンの代わりにオランダのラスクを使用し、マルシャン・ド・ヴァンを加える。
サーモンベネディクト（エッグパシフィカ、エッグモントリオール、エッグロワイヤル）
ベーコンの代わりにスモークサーモンを使う。
パシフィック・ノースウエスト・エッグベネディクト
焼いたイングリッシュ・マフィンにアラスカ産天然スモークサーモンにポーチドエッグを乗せ、オランデーズソースを添える。マフィンをダンジネスクラブ（アメリカイチョウガニ）のクラブケーキに替える場合もある。
エッグサルドゥ
イングリッシュ・マフィンとハムの代わりにアーティチョークをベースにアンチョビの切り身を使い、刻んだハムとトリュフ薄切りにオランデーズソースを添える。この料理はニューオリンズのアントワーヌレストランが劇作家ヴィクトリアン・サルドゥに敬意を表して作った。この料理の世界的に普及したものは、クリーム和えのホウレンソウをベースとし、イングリッシュ・マフィンの代わりにアーティチョークを使い、ハムを使用しない。
アーティチョークベネディクト
イングリッシュ・マフィンの代わりに、窪みをつけたアーティチョークを使う。
カントリーベネディクト
エッグボールガールとしても知られ、イングリッシュ・マフィン、ハム、およびオランデーズソースを、ビスケット、ソーセージのパテ、カントリーグレイビー（ホワイトグレイビー）に替え、ポーチドエッグを目玉焼きに替える
エッグベネディクトアーノルド
イングリッシュ・マフィンをビスケットに、オランデーズをカントリーグレイビーに替え、ポーチドエッグは使用せず固焼きの黄身を用いる。
アイリッシュベネディクト
ハムをコンビーフ（コンビーフとキャベツの煮物は、アイルランドでは稀だが、アメリカのアイルランド料理として知られ、アメリカで年間に消費するコンビーフ4700万ポンドの半分が聖パトリックの祝日前の2週間に消費される）またはアイリッシュベーコン（バックベーコン）に替える。
エッグチェサピーク
ベーコンに替えてクラブケーキを使う。
ダッチベネディクト
ハムまたはベーコンをスクラップルに替える。ペンシルベニア州東地区で食べられる。
ベジベネディクト
ベーコンに替えてアボカドとトマトを使う。
エッグカールズバッド
ハムをアボカドに替える。カリフォルニア州、カールズバッドのDon's Country Kitchenで作られる。
ワッフルベネディクト
イングリッシュ・マフィンの代わりにワッフルを使用する。通常、オランデーズに加えてメープルシロップを添える。
まんまるたまごのハムサンド
日本ケンタッキーフライドチキンのモーニングメニューとして2009年より一部店舗にて販売されている。半熟のゆで卵とハムにオランデーズ風ソースとチェダーチーズをかけて二分割したマフィンで挟んだサンドイッチ形式である。
エッグベネディクト（ロイヤルホスト）
ロイヤルホストのモーニングメニューとして2012年より販売されている。「ロイヤルホスト風」として、皿1枚に通常のエッグベネディクトと、イングリッシュマフィンに野菜とザワークラウトを乗せたものを盛っている。